# João Reis
João Carlos Silva Reis (sinh ngày 24 tháng 6 năm 1992) là một cầu thủ bóng đá người Bồ Đào Nha thi đấu cho Santa Clara ở vị trí tiền đạo.

## Sự nghiệp bóng đá
Vào ngày 27 tháng 7 năm 2013, Reis có màn ra mắt cho Farense trong trận đấu tại Cúp Liên đoàn bóng đá Bồ Đào Nha 2013–14 trước Santa Clara, anh đá chính hết trậne. Anh ra mắt tại mùa bóng Giải bóng đá hạng nhất quốc gia Bồ Đào Nha 2013–14 trước Portimonense vào ngày 10 tháng 8.